# Résolution 291 du Conseil de sécurité des Nations unies
Membres permanents
- Chine (Taïwan)
- États-Unis
- France
- Royaume-Uni
- URSS

Membres non permanents
- Burundi
- Colombie
- Espagne
- Finlande
- Nicaragua
- Népal
- Pologne
- Sierra Leone
- Syrie
- Zambie

Résolution no 290 Résolution no 292
La résolution 291 du Conseil de sécurité des Nations unies fut adoptée à l'unanimité lors de la 1 564e séance du Conseil de sécurité des Nations unies le 10 décembre 1970. Après avoir réaffirmé les résolutions antérieures sur le sujet et pris note des récents développements encourageants, le Conseil a prolongé le stationnement de la Force des Nations Unies chargée du maintien de la paix à Chypre pour une nouvelle période prenant fin le 15 juin 1971. Le Conseil a également invité les parties directement concernées à continuer d'agir avec la plus grande retenue et à coopérer pleinement avec la force de maintien de la paix.

## Texte
- Résolution 291 Sur fr.wikisource.org
- Résolution 291 Sur en.wikisource.org